# Fujiwara no Atsutada
Fujiwara no Atsutada (藤原敦忠?) (906 - 18 de abril de 943), también conocido como Hon'in Chūnagon (本院中納言?), Biwa Chūnagon (琵琶中納言?) y Gonchūnagon Atsutada (権中納言敦忠?) fue un noble y poeta de waka japonés que vivió a mediados de la era Heian. Fue designado como miembro de los treinta y seis poetas inmortales y uno de sus poemas fue incluido en la famosa antología Hyakunin Isshu.

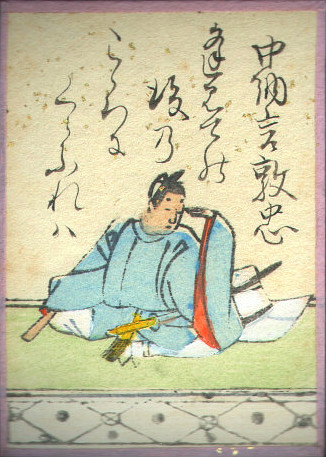
Fujiwara no Atsutada, del Ogura Hyakunin Isshu.

La mayoría de los poemas de Atsutada fueron escritos en correspondencia con las mujeres de la corte, y algunos de ellos fueron incluidos en la antología poética Gosen Wakashū.